# Jasmina Janković
Jasmina Janković (Serbisk: Јасмина Јанковић) (født 6. December 1986) er en hollandsk håndboldspiller som spiller i TuS Metzingen og det hollandske landshold. Hun repræsenterede sammen med resten af det hollandske landshold, Holland ved VM i håndbold 2013 i Serbien.